# Aeroporto de Varginha
O Aeroporto de Varginha - Major Brigadeiro Trompowsky (IATA: VAG, ICAO: SBVG) é um aeroporto no município de Varginha, em Minas Gerais. Possui uma pista asfaltada de 2 100 metros de extensão por 30 m de largura, localizada a uma altitude de 923 m.

## História
Já operaram na cidade as empresas Airminas (extinta), Pantanal, TAM e a Nordeste Linhas Aéreas, que operou por 25 anos. Até a data de 19 de março de 2014, o aeroporto foi servido por voos da Azul, que voltou a operar nesse aeroporto a partir de dezembro de 2022.
Seu maior movimento de passageiros foi em 2013, quando o aeroporto registrou cerca de 80 mil passageiros. Em 2020 foi credenciado pela Agência Nacional de Aviação Civil para receber aeronaves de grande porte na categoria 3C do tipo Airbus A319 e Boeing B737-700 de 145 passageiros.
Em dezembro de 2022, a companhia Azul Linhas Aéreas retomou seus voos regulares para Belo Horizonte no aeroporto. A rota havia sido suspensa meses antes em decorrência da pandemia de COVID-19.

### Táxi aéreo
A empresa Inter Aduaneira está se instalando ao lado do pátio de manobras com um hangar onde será capaz de receber até 10 aeronaves executivas. A empresa responsável pelo empreendimento trabalha com exportação e importação de peças de aeronaves e também passará a atender no terminal. Irá atender também empresas de táxi aéreo.

### Cargas
Existe um projeto para tornar o aeroporto de Varginha em um aeroporto de cargas. Seria uma parceria entre a prefeitura do município, a Azul Linhas Aéreas, e a administradora do Aeroporto de Confins.

### Porto seco
A nova Estação Aduaneira do Interior, o Porto Seco do Sul de Minas, está localizado ao lado do aeroporto e conta com novas instalações. Moderno e mais atual, teve sua capacidade operacional duplicada e trabalha com cerca de 300 empresas. Está em franca expansão construindo novos galpões.